# Паул Лотсі
Паул Лотсі (нід. Paul Lotsij, 4 лютого 1880 — 19 вересня 1910) — нідерландський академічний веслувальник.
Срібний призер Олімпійських Ігор 1900 року в складі розпашної четвірки зі стерновим Б.